# Werner Wüller
Werner Wüller (Keulen, 16 september 1961) is een Duits voormalig professioneel wielrenner. Hij reed onder meer een seizoen voor Team Telekom.
Wüller is getrouwd met oud-wielrenster Gabi Habetz.

## Belangrijkste overwinningen
1983
- 5e etappe Milk Race

1986
- 1e etappe Ronde van Oostenrijk

1987
- Ronde van Keulen

1988
- 1e etappe Ronde van Zweden
- Rund um Düren

## Resultaten in voornaamste wedstrijden
| Jaar | Gent-Wevelgem | Ronde van Vlaanderen |
| ---- | ------------- | -------------------- |
| 1990 | 108e          |                      |
| 1991 | 115e          | 58e                  |